# Eupel (Eisenerzgrube)
Die Grube Eupel war eine Eisenerzgrube in Niederhövels im Landkreis Altenkirchen in Rheinland-Pfalz.

## Gangmittel und Erzvorkommen
Der Eisengehalt im abgebauten Siderit (Spateisenstein) betrug in Proben 36,18 %. Die 1885 aufgeschlossenen Gangmittel der Grube waren 130 m lang und 5–10 m mächtig. Sie führten Spat- und Brauneisenstein in den oberen Teufen bis zu 25 m, darunter Spateisenstein.

## Geschichte
Am 26. Januar 1652 wurde der Name Eupel erstmals urkundlich erwähnt. Die Grubenbaue sollen jedoch weit älter sein. Am 30. Dezember 1793 wurde die Grube erneut gemutet. Der „Tiefe Stollen“ wurde 1803 angelegt. Er brachte 40 m Teufe unter Tage ein. Nach einer Betriebspause wurde die Grube 1859 erneut verliehen. Ein Jahr später entschied man sich zum Tiefbau und fing an, einen Schacht abzuteufen. 1872 fand die erste Seilfahrt statt. Im gleichen Jahr übernahm Krupp die Grube.
| Jahr | Förderung |
| ---- | --------- |
| 1867 | 10.842 t  |
| 1870 | 18.004 t  |
| 1884 | 11.579 t  |
| 1926 | 15.600 t  |
| 1953 | 117.691 t |
| 1961 | 263.138 t |

1884 förderte die Grube noch spärliche 11.579 t Spateisenstein und 378 t Kupfererz. 1885 erreichte der Schacht eine Teufe von 147 m. Er wurde in 20, 54, 94 und 132 m je mit einer Tiefbausohle ausgestattet. Der Schacht hatte eine 73 PS starke Dampfmaschine zur Förderung und eine mit 58 PS Stärke zur Wasserhaltung. Die Seilfahrt fand mit einer Geschwindigkeit von 1 m/s statt, das Förderseil war 23 mm stark. Es existierte eine Pferdebahn mit 930 m Länge zum Bahnhof Niederhövels. Die verliehene Feldgröße der Grube betrug 11.844,5 m². 1894 wurde die Förderung eingestellt.
Erst 1915 nahm man die Förderung wieder auf. 1930 wurden neue Förder- und Aufbereitungsanlagen gebaut. 1952 gab es eine Konsolidation mit den Gruben Glücksstern und Rasselskaute (siehe auch unten), es entstand der Verbund Eupel-Glücksstern-Rasselskaute. Ab 1953 gehörte der Grubenbesitz Eupel zur „Erzbergbau Siegerland AG“. In den 1950er Jahren folgten aufgrund der allgemeinen Situation im siegerländer Bergbau einige Modernisierungen. Elektrische Schrapper wurden angeschafft, gleislose Lademaschinen, mechanische Verschlüsse der Sturzrollen, eine verbesserte Aufbereitung sowie die Umstellung auf Gestell- und Gefäßförderung („Skipförderung“) ließen die Untertageleistungen bis 1963 von 2 auf 4 t pro Mann und Schicht ansteigen. Die Grube wurde zum modernsten Betrieb im Bezirk. Die Gesamtteufe betrug zum Schluss 632 m. 474 Belegschaftsmitglieder waren bis zum 28. Februar 1964, bis zur Stilllegung der Grube, angestellt. Der Förderturm wurde am 19. September 1968 abgerissen. Die Gesamtförderung lag bei 3,9 Mio. t Erz, die Resterze im Berg schätzt man auf ca. 8,4 Mio. t.

## Konsolidationen
- Die Grube Glücksstern (Konsolidation 1952) wurde am 29. Mai 1861 ersterwähnt. Der 1940 angelegte Schacht hatte eine Teufe von 480 m, war oval, 4,18 × 2,17 m, und wurde nach der Stilllegung nicht verfüllt. Mit dem Blindschacht betrug die Gesamtteufe 563 m. 1955 wurden 89.510 t Eisenerz abgebaut. 293 Belegschaftsmitglieder wurden arbeitslos, als die Grube am 28. Februar 1964 stillgelegt wurde.
- Rasselskaute (Konsolidation 1952) war eine von 1740 bis 1964 betriebene Grube in Schönstein / Niederhövels. Neu wurde ab 1937 abgebaut. Tiefbau wurde ab 1870 betrieben. Der erste Schacht wurde 1870 angelegt. Er hatte eine Teufe von 210 m. Schacht 2 wurde 1938 angelegt, die erste Seilfahrt war am 27. Mai 1938. Die Teufe lag bei 555 m. Ab 1940 gab es eine Seilbahn zur Alten Hütte in Wissen. 200 Belegschaftsmitglieder arbeiteten in der Grube bis zur Stilllegung am 28. Februar 1964.
- Friedrich (Konsolidation 1953): 1803 verliehen; 1817 konsolidiert aus Steckensteiner Wald und Arzbach. Tiefbau wurde ab 1867 bis in 830 m Tiefe betrieben. 1953 wurde sie stillgelegt, bis 21. Februar 1964 gehörte sie zur Grube Eupel.
- Goldkaule: Vor 1805 wurde die Grube Goldkaule angelegt. Sie wurde neu von 1900 bis 1912 und von 1916 bis 1924 betrieben. 1916–1920 wurde ein Schacht angelegt. Er war 2,7 × 2,5 m groß und hatte eine Teufe von 290 m. Die Grube hatte 154 Belegschaftsmitglieder.
- Prinz Wilhelm wurde am 16. August 1860 ersterwähnt.
- Rasselskaute I und II in Schönstein wurden am 8. Juli 1878 angelegt.
- Thusnelda wurde am 19. Februar 1874 angelegt.
- Zacharias wurde am 20. März 1865 angelegt. Eine Konsolidation mit Zöllershoffnung fand am 18. August 1877 statt.